# Клешня (приток Слободки)
Клешня — река в России, протекает в Скопинском районе Рязанской области. Правый приток Слободки.

## География
Река Клешня берёт начало около села Березняги. Течёт на восток. Устье реки находится в 3 км по правому берегу реки Слободка. Длина реки составляет 16 км.

## Данные водного реестра
По данным государственного водного реестра России относится к Окскому бассейновому округу, водохозяйственный участок реки — Проня от истока и до устья, речной подбассейн реки — Бассейны притоков Оки до впадения Мокши. Речной бассейн реки — Ока.
По данным геоинформационной системы водохозяйственного районирования территории РФ, подготовленной Федеральным агентством водных ресурсов:
- Код водного объекта в государственном водном реестре — 09010102112110000025585
- Код по гидрологической изученности (ГИ) — 110002558
- Код бассейна — 09.01.01.021
- Номер тома по ГИ — 10
- Выпуск по ГИ — 0